# Journal of Nanoscience and Nanotechnology
Het Journal of Nanoscience and Nanotechnology is een internationaal, aan collegiale toetsing onderworpen wetenschappelijk tijdschrift op het gebied van de nanotechnologie. De naam wordt in literatuurverwijzingen meestal afgekort tot J. Nanosci. Nanotechnol. Het wordt uitgegeven door American Scientific Publishers en verschijnt maandelijks. Het eerste nummer verscheen in 2001. Het tijdschrift kreeg in 2019 een expression of concern over zeer ongebruikelijke referentiepatronen en heeft sindsdien geen nieuwe impactfactoren gekregen.
1. ↑  JCR Editorial Expression of Concern. Gearchiveerd op 17 augustus 2022. Geraadpleegd op 17 augustus 2022.